# Шавит
«Шави́т» (ивр. שביט‎ — «комета») или RSA-3 — ракета для запуска космических аппаратов. Разработана и производится в Израиле. Впервые была запущена 19 сентября 1988 года с космодрома Пальмахи́м (ивр. פלמחים‎), что сделало Израиль восьмой страной в мире, способной самостоятельно выводить космические аппараты на орбиту. Начиная с 1999 года, Израиль производит плановые запуски своей космической ракеты. Также в 2003 году были подписаны контракты о возможности запуска израильских «Шавитов» с космодрома Алкантара, расположенного в Бразилии. С помощью ракеты «Шавит» осуществляется запуск спутников «О́фек».

## Конструкция
Представляет собой трёхступенчатую твердотопливную ракету. Первые две ступени идентичны, имеют вес по 13 тонн каждая, серийно выпускались в Израиле концерном IAI. Третья ступень построена компанией Rafael, весит около 2 тонн, двигатель ступени работает 88 секунд. Первая и вторая ступень используются также в ракете «Иерихон-2». Двигатели первой и второй ступеней последовательно выводят ракету до высоты около 100 км, и по инерции ракета набирает высоту до отметки 150 км. Далее включается двигатель третьей ступени и выводит полезную нагрузку на орбиту высотой от 250 до 260 км.
Ракета подвергалась модернизации, первоначально использовался вариант LK-A («Шавит-1»), в дальнейшем — LK-1 («Шавит-2»), имеющий возможность выводить более тяжелые спутники. Проектируется также вариант LK-2 («Шавит-3»), первая ступень которой будет иметь новый (лицензионный) двигатель[уточнить].
| Модификация | Обозначение | Масса ПН | Орбита                                             |
| ----------- | ----------- | -------- | -------------------------------------------------- |
| «Шавит-1»   | LK-A        | 350 кг   | 240×600-километровая эллиптическая полярная орбита |
| «Шавит-2»   | LK-1        | 350 кг   | 700-километровая круговая полярная орбита          |
| «Шавит-3»   | LK-2        | 800 кг   | 700-километровая круговая полярная орбита          |

## История запусков
На 2023 год совершено 12 запусков ракеты, 10 из которых были удачными.
| Дата             | РН        | Спутник   | Тип                                       | Статус  |
| ---------------- | --------- | --------- | ----------------------------------------- | ------- |
| 19 сентября 1988 | «Шавит»   | «Офек-1»  | Экспериментальная полезная нагрузка       | Успех   |
| 23 апреля 1990   | «Шавит»   | «Офек-2»  | Экспериментальная полезная нагрузка       | Успех   |
| 5 апреля 1995    | «Шавит-1» | «Офек-3»  | Спутник ДЗЗ                               | Успех   |
| 22 января 1998   | «Шавит-1» | «Офек-4»  |                                           | Неудача |
| 28 мая 2002      | «Шавит-1» | «Офек-5»  | Спутник ДЗЗ                               | Успех   |
| 6 сентября 2004  | «Шавит-1» | «Офек-6»  |                                           | Неудача |
| 11 июня 2007     | «Шавит-2» | «Офек-7»  | Спутник ДЗЗ                               | Успех   |
| 22 июня 2010     | «Шавит-2» | «Офек-9»  | Спутник ДЗЗ                               | Успех   |
| 9 апреля 2014    | «Шавит-2» | «Офек-10» | Радиолокационный разведывательный спутник | Успех   |
| 13 сентября 2016 | «Шавит-2» | «Офек-11» | Спутник ДЗЗ                               | Успех   |
| 6 июля 2020      | «Шавит-2» | «Офек-16» | Спутник оптико-электронной разведки       | Успех   |
| 28 марта 2023    | «Шавит-2» | «Офек-13» | Радиолокационный разведывательный спутник | Успех   |

Перечисленные запуски нетипичны для мировой практики, так как проводились на энергетически невыгодные орбиты с наклонением около 142° (так называемая ретроградная орбита). Это вызвано особенностями географического расположения Израиля: доступное свободное пространство для запуска имеется только над Средиземным морем в направлении Гибралтарского пролива. Поэтому возможности самого́ носителя при запусках с Пальмахим используются не вполне эффективно.